# Beariz
Beariz település Spanyolországban, Ourense tartományban. Beariz Lalín, O Irixo, Boborás, Avión, A Lama és Forcarei községekkel határos. Lakosainak száma 949 fő (2024).

## Népesség
A település népessége az elmúlt években az alábbi módon változott:
| Lakosok száma | 1542 | 1404 | 1360 | 1319 | 1205 | 1112 | 982  | 971  | 978  | 949  |
|               | 2001 | 2004 | 2007 | 2009 | 2012 | 2014 | 2017 | 2019 | 2022 | 2024 |